# Willa „Alma” w Szczawnicy
Willa „Alma” w Szczawnicy – zabytkowa willa w Szczawnicy, przy ul. Park Górny 4 w Parku Górnym.

## Historia
Willę wybudowano w roku 1870 dla dra Onufrego Trembeckiego, lekarza zakładowego (naczelnego) Szczawnicy, który pełnił tę funkcję w latach 1848–1883, a żył w tym domu do 1892 roku.
Po jego śmierci dom odziedziczył jego wnuk, Józef Wieniawa Zubrzycki, który zmarł w 1898 roku. 
W latach 1891–1898 w parterowej części willi prowadzona była kawiarnia i mleczarnia Jana Wohla.
W 1945 roku willę przejęło państwo, w 1956 roku powołano Państwowe Przedsiębiorstwo Uzdrowisko Szczawnica, które stało się właścicielem m.in. tej willi. Przez pewien czas zlokalizowany był tu Branżowy Ośrodek Lecznictwa Uzdrowiskowego. Uzdrowisko zostało zreprywatyzowane w 2005 roku i obecnie willa jest w dyspozycji Przedsiębiorstwa „Uzdrowisko Szczawnica” SA kontrolowanego przez część spadkobierców Adama Stadnickiego.
W 2011 roku dom był pustostanem. W nocy z 13 na 14 lipca 2011 roku doszło do jego pożaru, najprawdopodobniej w wyniku podpalenia. Ogień zniszczył doszczętnie poddasze drewnianego budynku. W 2012 roku prowadzona jest odbudowa willi.

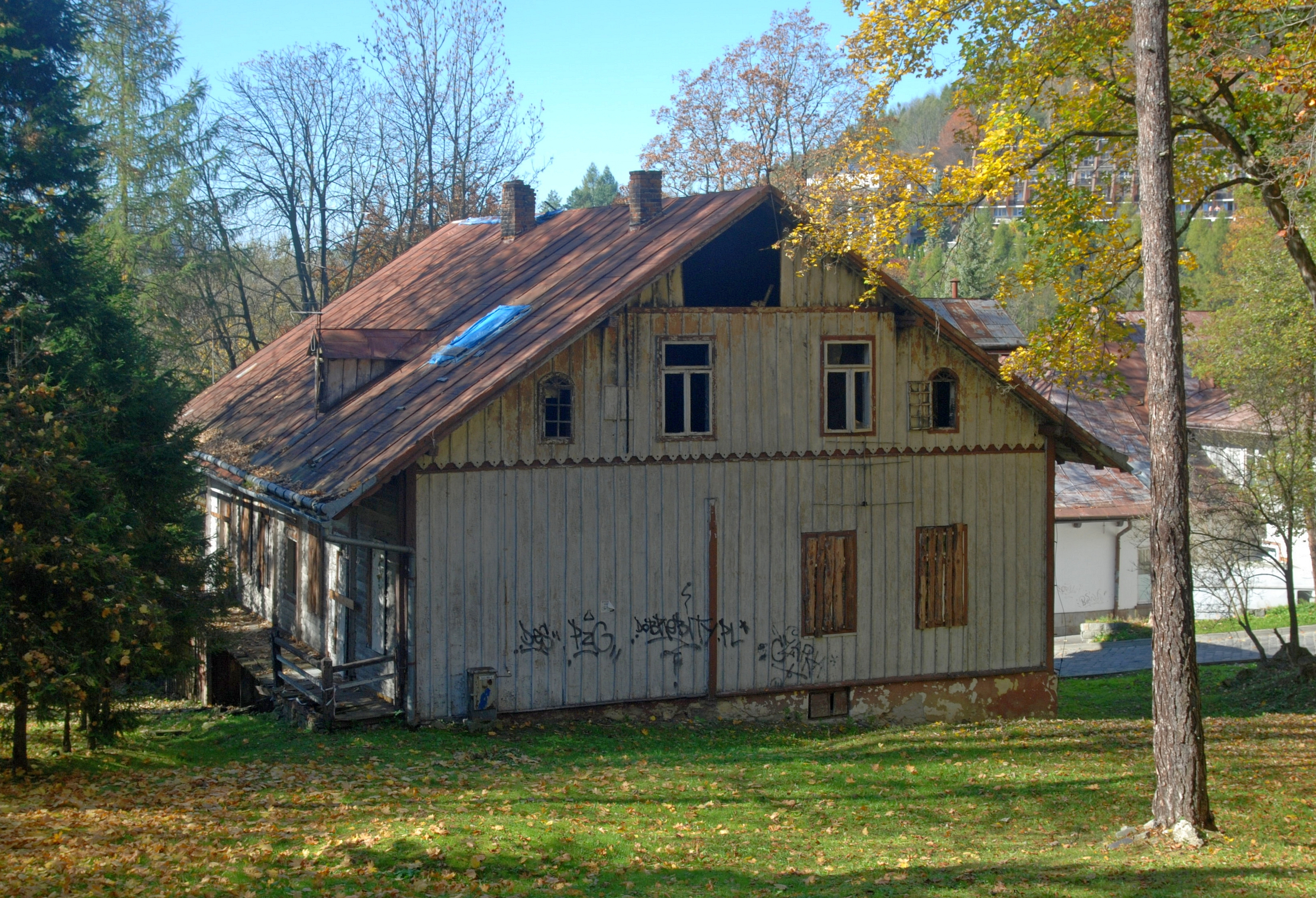
Widok od strony północnej